# Comtat de Maulévrier
El comtat de Maulévrier fou una jurisdicció feudal del regne de França a l'actual departament de Maine-et-Loire. Fou una baronia que fou elevada a vescomtat al segle XIV per a Eustaqui baró de Montberon (nascut 1455), fill del baró Francesc de Montberon i de Joana de Vendôme, mort el 1502. El feu fou adquirit per Jaume de Breze (1440-1490), senescal de Normandia i fill del general Pierre de Breze, que fou elevat a comte.
Jaume es va casar amb Carlota de Valois i va tenir per successor al seu fill Lluís de Breze (+1531), comte de Maulevrier i baró de Bec-Crespin casat el 1513 amb Diana de Poitiers duquessa del Valentinois. La successió fou per la filla Guillema de Saarbruecken, comtessa de Braine i de Maulevrier (1512-1556) que es va casar amb Robert III de la Mark duc de Bouillon amb el que va tenir un fill, Robert IV de la Mark que es va casar amb Francesca de Breze (1515-1574) que era la seva tia i fou comtessa de Malévrier (1556-1574) per la mort del seu marit Robert IV el 1556. Dels dos fills, Enric Robert (1529-1574) i Carles Robert (1539-1622), el segon va heretar el comtat de Maulévrier i fou també comte de Braine.
Carles Robert va deixar un fill, Enric Robert II (1575-1652) que només va tenir una filla anomenada Lluïsa que el 1633 es va casar a Maximilià Eschalart, senyor de La Boulaye; el fill comú va agafar el nom i armes de La Mark, per reforçar la reclamació de l'herència materna; aquest fill va tenir una filla que es va casar amb Jaume Enric de Durfort, duc de Duras (1670-1697) que va deixar dues filles, Joana Enriqueta) i Enriqueta Júlia. La primera es va casar a Lluís de Lorena, príncep de Lambesc (+ 1743) que fou la mare de Lluís Carles de Lorena comte de Brionne (1725-1761).